# Codex Palatinus germanicus 13

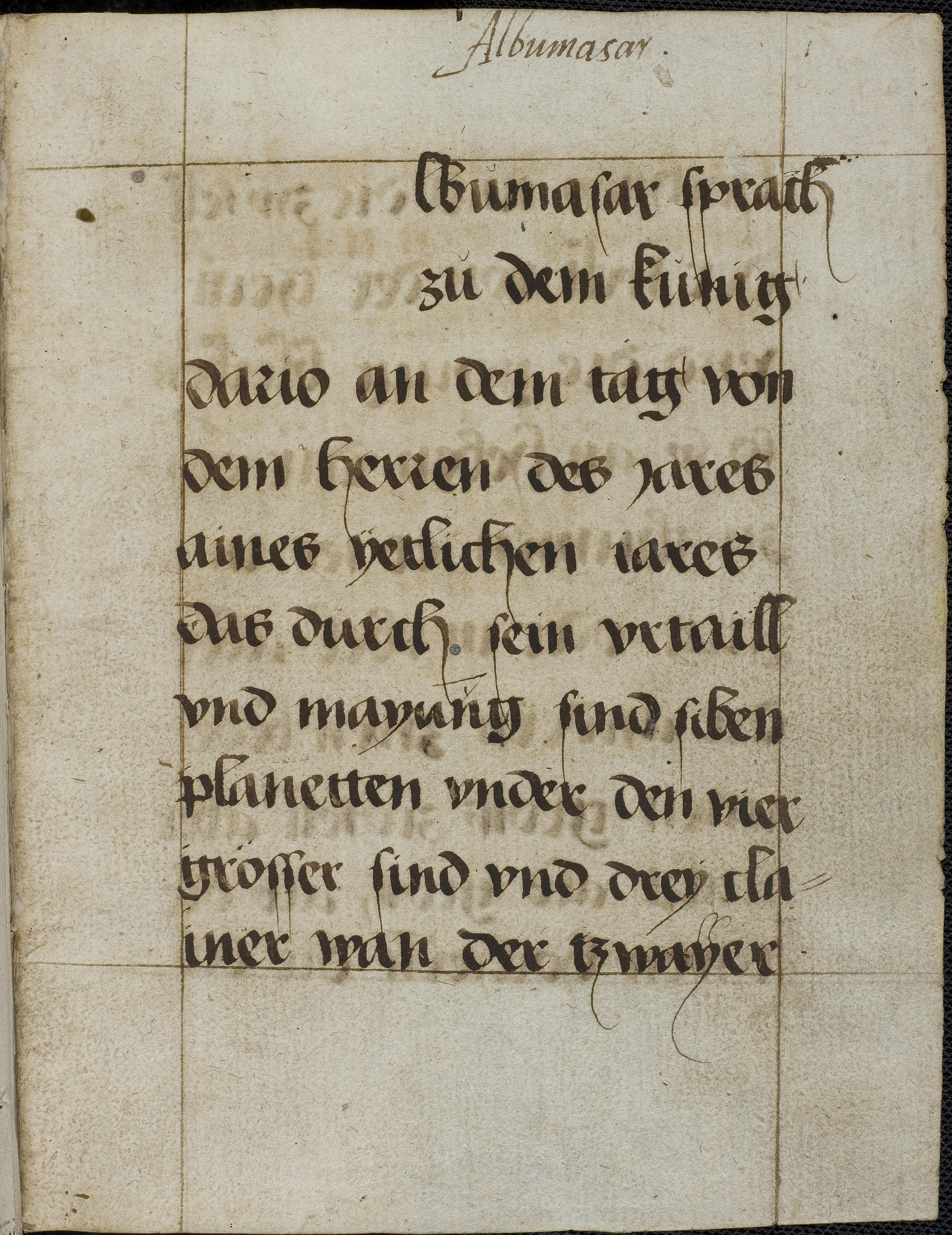
Cod. Pal. germ. 13, Blatt 1r: Albumasar, De significationibus planetarum, deutsch (erste Textseite)

Der Codex Palatinus germanicus 13 ist eine spätmittelalterliche Handschrift der ehemaligen Bibliotheca Palatina in Heidelberg. Der Codex gehört zu den Codices Palatini germanici, den deutschsprachigen Handschriften der Palatina, die seit 1816 in der Universitätsbibliothek Heidelberg aufbewahrt werden; Signatur der UB-Heidelberg und gängige fachwissenschaftliche Bezeichnung ist Cod. Pal. germ. 13 (Kurzform: Cpg 13).
Der Codex enthält eine Schrift des persischen Mathematikers und Astrologen Albumasar, De significationibus planetarum, in deutscher Sprache. Die Handschrift entstand Mitte des 15. Jahrhunderts in Bayern.

## Beschreibung

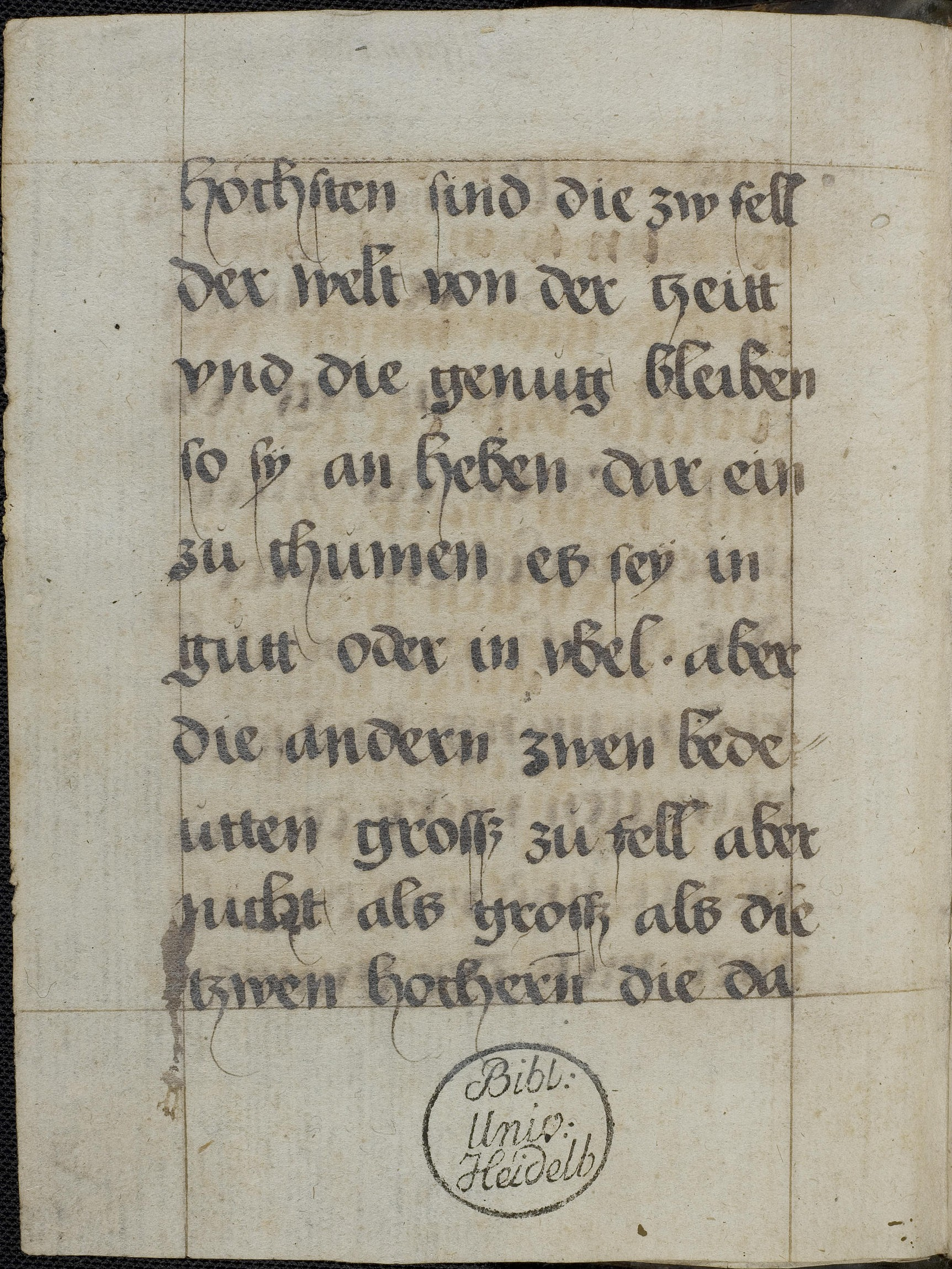
Cod. Pal. germ. 13, Blatt 1v: Albumasar, De significationibus planetarum, deutsch

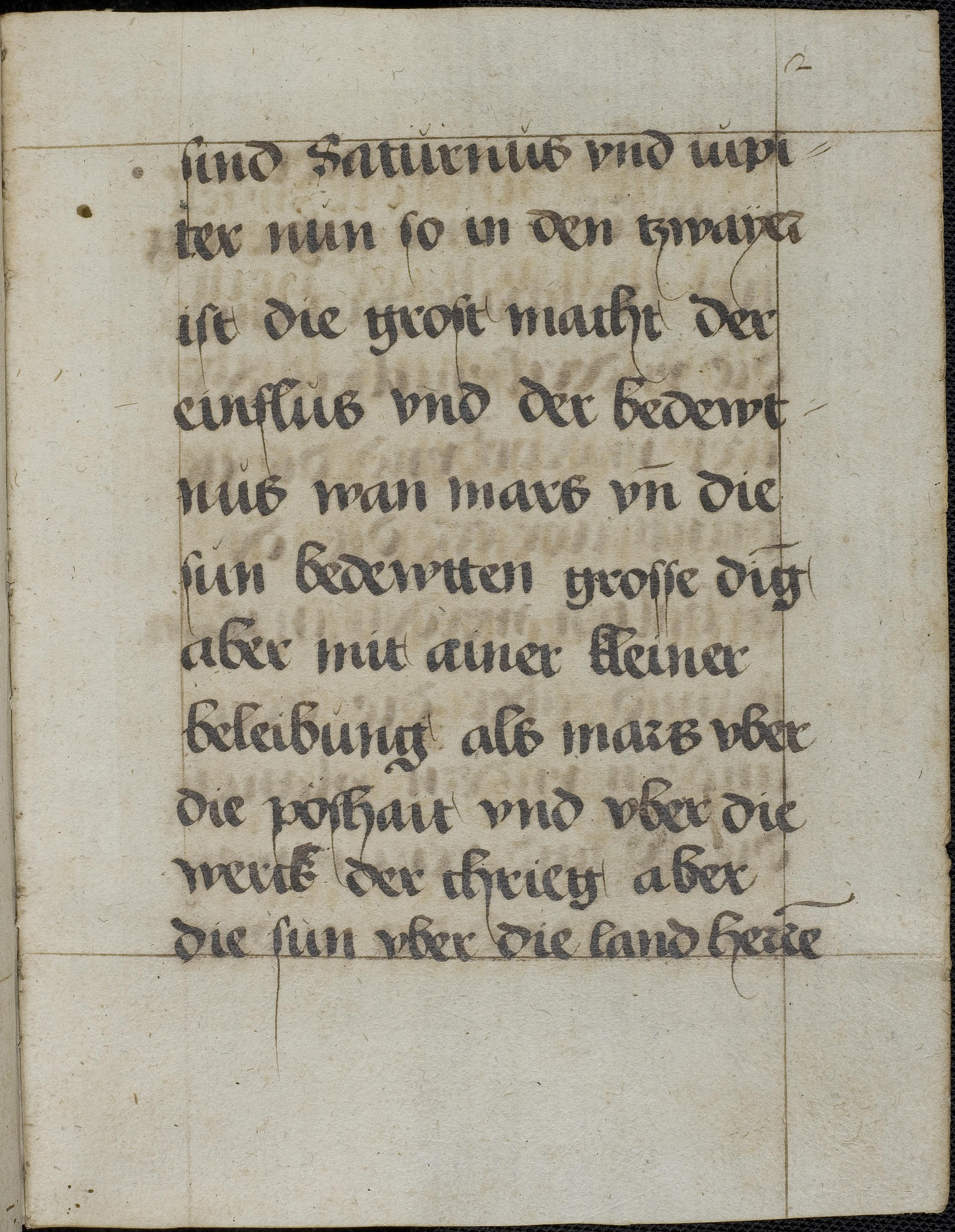
Cod. Pal. germ. 13, Blatt 2r: Albumasar, De significationibus planetarum, deutsch

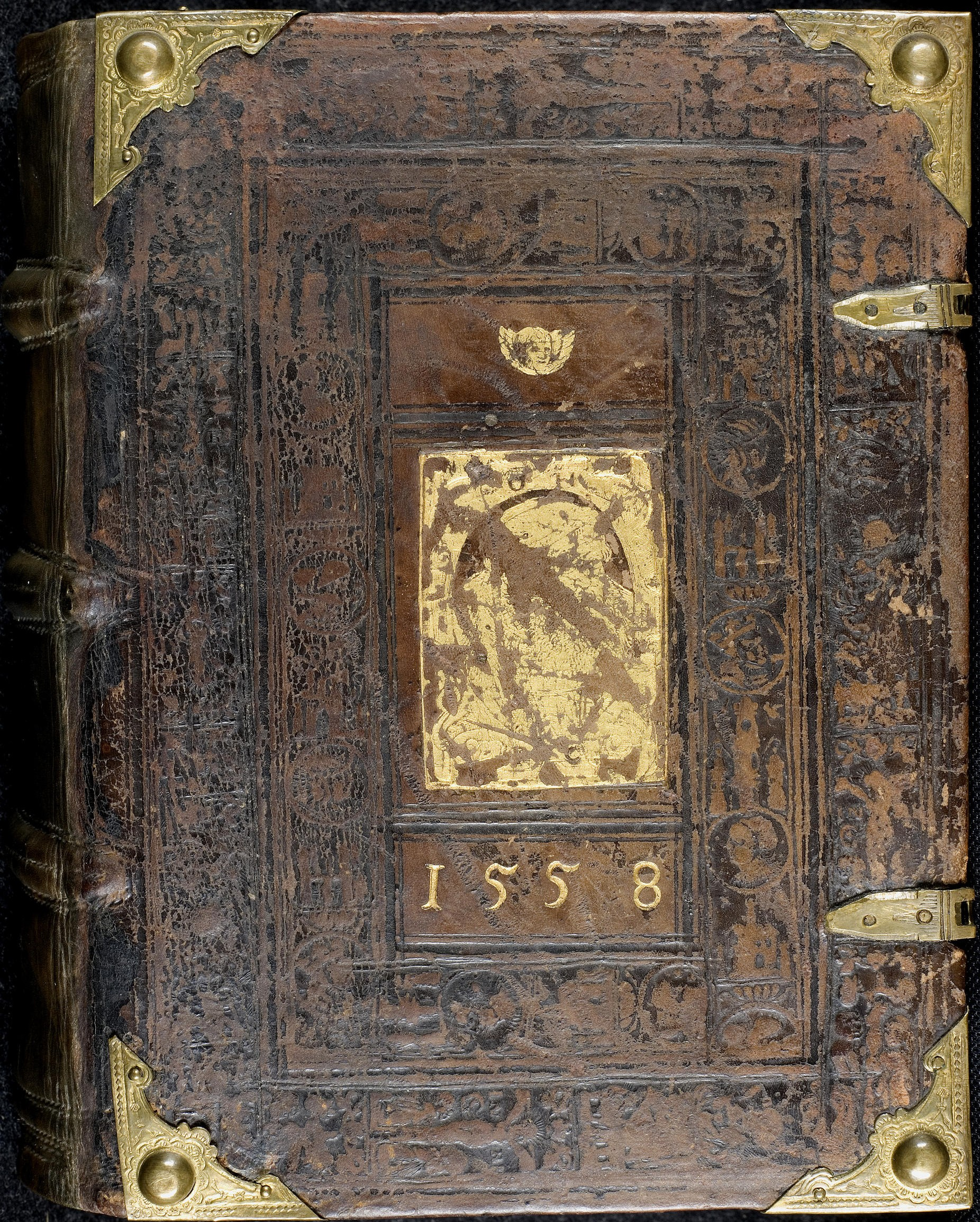
Cod. Pal. germ. 13, Ottheinrich-Einband, Vorderdeckel

Der Codex ist eine Papierhandschrift mit 297 Blättern. Die Foliierung des 17. Jahrhunderts zählt die mit Text beschriebenen Blätter durch (1–295), die leeren Blätter vorn (Blatt 1*r) und hinten (Blatt 296*r) sind mit moderner Zählung versehen.
Die Blattgröße des Codex beträgt 19 × 14,7 cm, dabei ist ein Schriftraum von 13 × 9–9,5 cm beschrieben mit 10 bis 16 Zeilen pro Seite. Schriftform ist eine Bastarda von einer Hand. Auf den Seiten 1r und 4v ist Raum für Initialen gelassen, die aber nicht ausgeführt wurden. Es gibt wenige, sparsam ausgeführte Versalien und Initialmajuskeln. Am Rand finden sich mitunter Symbole für Planeten und Tierkreiszeichen.
Vor der Restaurierung der Handschrift 1962 durch die Stuttgarter Werkstatt von Hans Heiland litten alle Blätter, insbesondere in der zweiten Hälfte der Handschrift, unter starkem Tintenfraß. Der Instandsetzungsbericht des Restaurators (1962), eingeklebt auf Blatt 297*r, gibt Aufschluss über die Restaurierungsvorgänge: Demnach wurden alle Blätter in Nassreinigungs- und Spülbädern behandelt und in Japanpapier eingebettet, teilweise doppelseitig. Die Lagen wurden geheftet, am Einband wurde ein neuer Lederrücken zugefügt und eine Schließe ergänzt. Letztlich hat der Tintenfraß nur zu geringen Textverlusten geführt.

### Einband
Der Einband ist ein typischer Ottheinricheinband in braunem Leder, mit blindgedruckten Rollenstempeln, Messingbeschlägen und Riemenschließen, angefertigt vermutlich von Jörg Bernhardt.
Auf dem Vorderdeckel findet sich eine vergoldete Platte mit dem Bildnis Ottheinrichs in einer Kartusche, in der oben das Namenskürzel O.H. (Ottheinrich) vermerkt ist und unten das Titelkürzel P.C. (Pfalzgraf, Churfürst). Oberhalb der Kartusche steht ein goldgeprägter Engelskopf, unterhalb die ebenfalls vergoldete Jahreszahl der Anfertigung des Einbands: 1558. Auf der gleichartig vergoldeten Platte auf dem Hinterdeckel steht in einer Kartusche das Wappen der Pfalz.

## Herkunft
Die Handschrift gehörte zum Bestand der älteren Schlossbibliothek und wurde bei dessen Katalogisierung 1556/59 verzeichnet. Im Zusammenhang mit der Katalogisierung wurde auf der ersten Textseite (Blatt 1r) oberhalb des Schriftraums der Bibliothekstitel Albumasar eingetragen.
Die Schreibsprache ist südbairisch.
Wie die anderen Handschriften der kurfürstlich-pfälzischen Bibliotheken kam der Codex nach der Eroberung der Kurpfalz im Dreißigjährigen Krieg 1622 nach Rom in den Besitz der Vatikanischen Bibliothek und wurde mit den anderen deutschsprachigen Beständen der Palatina im Rahmen der Regelungen während des Wiener Kongresses erst 1816 nach Heidelberg zurückgeführt.

## Inhalte
Die Handschrift enthält ein Werk des persischen Astrologen und Mathematikers Albumasar (Abū-Maʿšar Ǧaʿfar Ibn-Muḥammad, 787–886) in deutscher Sprache: De significationibus planetarum. Albumasar gehört aufgrund der umfangreichen Rezeption seiner Werke im lateinischsprachigen Raum zu den wichtigsten Astrologen des europäischen Mittelalters, er war der „Hauptautor, an dem das Abendland die Astrologie studierte“.
Der Text in Cod. Pal. germ. 13 ist eine Übertragung einer lateinischen Vorlage, die ihrerseits Übertragung aus dem Arabischen war. Es handelt sich dabei um astrologische Ausführungen zur Bedeutung jedes Planeten in jedem Zeichen des Tierkreises (Zodiak).
Das Werk findet sich auch in der um 1485 in Bayern entstandenen astrologisch-medizinischen Sammelhandschrift BSB Cgm 597 (Nr. 5, Blätter 41r–75v) der Bayerischen Staatsbibliothek München.